# Xã Jackson, Quận Spencer, Indiana
Xã Jackson (tiếng Anh: Jackson Township) là một xã thuộc quận Spencer, tiểu bang Indiana, Hoa Kỳ. Năm 2010, dân số của xã này là 891 người.